# Detonga Deiye
August Detonga Deiye – nauruański działacz związkowy.
Na przełomie lat 70. i 80. XX wieku, redaktor lokalnej gazety The Press. Sekretarz Nauruan Workers' Organization, od listopada 1996 do lipca 2003 członek Nauru Phosphate Royalties Trust, odpowiedzialnego za inwestowanie pieniędzy pochodzących z Nauru Phosphate Corporation.
Startował m.in. w wyborach parlamentarnych na Nauru w roku 2003 i 2004. Zajmował odpowiednio siódme i szóste miejsce w okręgu Boe (miejsce w parlamencie dawały tylko dwie pierwsze pozycje).